# Вангчук, Джамъянг Джамцо
Джамъянг Джамцо Вангчук (англ. Jamyang Jamtsho Wangchuk) — бутанский актёр, продюсер и сценарист. Родился в семье аристократов. Его отец был бутанским дипломатом.
Наиболее известен по роли четырнадцатилетнего Далай-Ламы в фильме «Семь лет в Тибете». За эту роль он был номинирован на премию YoungStar Award. Его младший брат Сонам играл восьмилетнего Далай-Ламу.

## Фильмография

### Актёр
| Год  |   | Русское название          | Оригинальное название            | Роль                    |
| ---- | - | ------------------------- | -------------------------------- | ----------------------- |
| 1997 | ф | Семь лет в Тибете         | Seven years in Tibet             | Далай-Лама / Dalai Lama |
| 2013 | ф |                           | Gyalsey - the legacy of a prince | Джамъянг / Jamyang      |
| 2016 | ф | Даритель меда среди собак | Honeygiver Among the Dogs        | Кинли / Kinley          |
| 2017 | ф |                           | Kushuthara: Pattern of Love      | Пенжор / Penjor         |

### Режиссёр
- 2013, 2015 (исправленная): Gyalsey — the legacy of a prince (также сценарист и продюсер)[5][6]